# Eva Frieberger
Eva Frieberger (* 22. April 1892 in Berlin; † 10. Mai 1950 in Friedberg (Hessen)) war eine deutsche Modedesignerin, Kunsthandwerkerin und Keramikerin.

## Leben und Werk
Eva Friebergers Mutter war Anna Johanna Frieberger geb. Reinhold; ihr Vater, der Schriftsteller und Journalist Gustav Frieberger (1858–1933), war unter anderem Redakteur beim Neuen Wiener Tagblatt. Ihr Bruder war der Dramatiker und Schriftsteller Kurt Frieberger, ihre Schwägerin Maria Vera Brunner,  Pianistin, Kunsthandwerkerin, Textilkünstlerin und Gebrauchsgrafikerin.
In den Jahren 1908/1909 war sie an der Kunstgewerbeschule Wien Hospitantin für Ornamentales Zeichnen bei Johann Schlechta und in der Modellierabteilung bei Josef Breitner. In den Jahren 1909 bis 1913 studierte sie bei Franz Čižek, Oskar Strnad, Rudolf von Larisch und Adolf Boehm sowie in der Keramikwerkstätte bei Michael Powolny. Eva Frieberger entwarf nachgewiesenermaßen eine Originalkeramik für die Wiener Werkstätte. Sie stellte auf der von Josef Hoffmann und Dagobert Peche initiierten Modeausstellung 1915/15 des Österreichischen Museums für Kunst und Industrie aus.
Frieberger setzte sich aktiv für das Frauenwahlrecht ein. Im Jahr 1913 beteiligte sie sich an den künstlerischen Vorbereitungen zur Internationalen Frauenstimmrechtskonferenz in Wien.
Stephan Hlawa malte ein Porträt in Öl von Eva Frieberger. Es war auf der 69. Secessionsausstellung 1923 zu sehen.
Bis 1934 war die Künstlerin noch in Wien tätig. Aber in der Todesanzeige ihres Vaters wird der Wohnort Berlin schon im Jahr 1933 genannt. Im Amtlichen Fernsprechbuch für Berlin und Umgebung für 1932 ist sie als „Frieberger, Eva, Frau, Modische Kunstwertst. u. Modeschriftst. in der Charlottenstraße 59“ verzeichnet. 1934 lautet der Eintrag „Frieberger, Eva, u. W. von Oppel, Wiener Strickmodelle, Blus., Kleid., Modeart., Stresemannstr. 127“. Im Einwohnerbuch Stadt und Landkreis Kassel sind „Frieberger Eva Modestriftstellerin Heideweg 19 E“ und „v. Oppel Wolfg. Betriebsf. Heideweg 19 E“ verzeichnet. Im Jahr 1940 heiratete sie den Kaufmann Wolfgang von Oppel in Kassel.
Eva Frieberger starb 1950 mit 58 Jahren in Friedberg.

## Werke (Auswahl)
- Vase mit Blättermotiv[11]

## Ausstellungen
- 1915/1916: Modeausstellung, Österreichisches Museum für Kunst und Industrie[1][4]

Posthum
- 2021: „Die Frauen der Wiener Werkstätte“, MAK Wien[12]

## Mitgliedschaften
- Österreichischer Werkbund[1][13]